# Andrea Jardí Cuadrado
Andrea Jardí Cuadrado (El Vendrell, 13 de març de 1990) és una jove esquiadora catalana que ha destacat en categories inferiors.
Els seus inicis són al CAEI (Club Aranès d'Esports d'Iuern) de la Vall d'Aran, on es va formar com a esquiadora des dels 3 anys fins a entrar en l'equip nacional. El seu debut en la Copa del Món en eslàlom gegant, a Sölden. Anteriorment, en categories inferiors havia aconseguit diverses victòries i podis tant en eslàlom gegant com en eslàlom: el 2006 va guanyar el Campionat d'Espanya juvenil en eslàlom gegant i supergegant, i l'any següent el júnior en eslàlom (amb altres 2 podis més en Eslàlom Gegant i Eslàlom). En categoria absoluta, ha fet 5 vegades podi en els Campionats d'Espanya, destacant que va ser Campiona d'Espanya d'eslàlom el 2009.
El seu debut a la Copa del Món va ser el 27 d'octubre de 2007, on va fer la seva millor participació en l'eslàlom gegant No es va classificar per la segona màniga en quedar 68a posició en la primera màniga.
També va participar en els Jocs Olímpics d'Hivern de 2010, celebrats a Vancouver i en dos Campionats del Món d'esquí alpí els anys 2009 (Val d'Isère) i 2011 (Garmisch-Partenkirchen). En categoria júnior va disputar dos Campionats del Món, aconseguint com a millor resultat un 19é lloc en la Super Combinada de 2010.
L'any 2013 va guanyar el Campionat d'Espanya en eslàlom gegant.
Andrea Jardí es va retirar aquell mateix 2013, a causa de les retallades pressupostàries i la manca de recursos econòmics per poder seguir endavant amb la seva carrera esportiva. Quan es va suprimir l'equip nacional femení, va demanar formar part de l'equip francès, com havia fet la seva companya Carolina Ruiz, però no li ho van permetre per manca de finançament. D'altra banda, la Federació Catalana no li va assegurar un mínim d'entrenaments i estava obligada a fer-se càrrec de les despeses. Des d'aquell moment es va centrar en la seva carrera de medicina.

## Palmarès[4]

### Jocs Olímpics
- 1 Participació (3 proves)
- Millor resultat: Vancouver 2010. No va finalitzar en súper gegant, ni en eslàlom gegant, ni en eslàlom.

### Mundials
- 2 Participacions (5 proves)
- Millor resultat: 17ª en Combinada a Garmisch-Partenkirchen 2011

### Copa del Món
- 2 Participacions (4 proves)
- Millor classificació general: no va puntuar en cap disciplina.
- Millor classificació general especialitat: no va puntuar en cap disciplina.